# Butte-Grette (Besançon)
Pour les articles homonymes, voir La Butte (homonymie).
Butte-Grette est un quartier de Besançon situé au sud-ouest de la ville qui totalisait 8 067 habitants en 2018. Il est subdivisé en quatre secteurs (IRIS) : Grette, Vieilles Perrières, Villarceau et Xavier-Marmier.

## Géographie

### Situation
Le quartier Butte-Grette est situé au sud-ouest du centre historique de Besançon, sur la rive droite du Doubs. Le quartier est limitrophe de La Boucle à l'est et au sud, de Velotte au sud-ouest, de Saint-Ferjeux au nord-ouest, de Battant au nord-est ainsi que de Montrapon au nord.

### Secteurs
Le quartier se compose de 4 secteurs définis par l'Insee, aussi appelés Îlots regroupés pour l'information statistique (IRIS) :
- Vieilles Perrières, Villarceau, Xavier-Marmier : ces 3 secteurs sont situés au nord du quartier et forment un ensemble appelé la Butte. Plutôt résidentiel en dehors de quelques services publics (prison, lycée, services de l’Etat, etc.), c’est un quartier plutôt aisé.

- La Grette, comprenant le sous-secteur Cité Brulard, est établi sur la montée nord de la colline de Rosemont et d'une partie de la colline de Chaudanne. Le secteur est limitrophe des quartiers de Velotte, Saint-Ferjeux, de Planoise ainsi que du centre-ville de Besançon. Les 408 sont situés à l'est du secteur de la Grette. Cette cité est désormais en cours de démolition laissant place à un terrain vague, la maison de quartier Grette-Butte, un commerce alimentaire et une pharmacie.

Le quartier comprend aussi :
- Mazagran : petit secteur situé au sud-est du quartier, entre le bord du Doubs et le flanc de la colline de Chaudanne. La majeure partie de ce secteur est forestier et inhabité.
- L'île des grands Bouez: petite île située au milieu du Doubs en face de Tarragnoz.

### Axes routiers
Le quartier est desservi par deux grandes voies bisontines : la rue de Dole, qui passe au centre-nord du quartier et le relie aux quartiers de l'ouest de Besançon ainsi qu'à Battant, ainsi que l'avenue François Mitterrand, qui relie le quartier à Planoise à l'est et le centre-ville de Besançon à l'ouest via le pont Charles-de-Gaulle.
Les principales voies au sein du quartier sont la rue du polygone reliant les deux secteurs entre eux (Grette-Butte), la rue de la Grette reliant le quartier à Velotte ainsi que l'avenue Georges Clemenceau.

## Histoire

### Histoire de la Grette
Le nom « Grette » tire vraisemblablement son origine du mot « gratter » et ferait référence à une terre devant être débarrassée de ses cailloux pour être cultivée. La première mention du quartier remonte à 1544 en tant que Gratte sous Chamdianne (Grette sous Chaudanne).
De 1959 à 1962 sont construits « les 408 » (également nommé « cité Brulard »), appellation répandue dans la population bisontine pour désigner un ensemble de trois immeubles dont les deux premiers comptaient 408 logements, avant que la construction du troisième ne porte le total à 588 logements. En 1974, le percement du boulevard de la Grette (aujourd'hui avenue François Mitterrand), permet de relier le centre-ville à Planoise via le quartier. En 1990 le secteur des 408 comptait 1523 habitants. Le dernier bâtiment sera détruit courant 2021.

## Évolution démographique
| 1999  | 2006  | 2010  | 2015  |
| ----- | ----- | ----- | ----- |
| 9 399 | 9 311 | 8 726 | 8 709 |

## Tissu urbain
Les secteurs de la Grette et de la Butte sont essentiellement occupés par des maisons individuelles et des pavillons. Dans le secteur de la Grette, outre deux bâtiments construits à la fin des années 1940, la grande majorité des habitations sont des maisons individuelles typiques des années 1920-1930. Le secteur de la Butte est constitué en grande partie de maisons de type pavillonnaire ainsi que de quelques maisons construites sans doute au début du XIXe siècle.
Vers 1959, le site des « 408 » est l'un des nombreux sites retenus par la ville de Besançon pour créer de nouveaux logements et ainsi répondre à la forte croissance démographique de la fin des années 1950. Les deux grands blocs sont pratiquement identiques, celui du fond étant environ une fois et demi plus grand que celui de devant ; les deux bâtiments ont une hauteur de douze étages. Le bâtiment du milieu est aussi long que le bâtiment de devant, mais compte de 16 à 8 étages. Les bâtiments sont construits en contreplaqué cimenté, et une bande bleue ou rouge établie sur la totalité de la longueur des bâtiments indique le sixième étage. Toutes les cages d'escaliers sont desservies par des ascenseurs, et les caves ont été condamnées fin 2005 à la suite des émeutes qui ont touché le quartier, et pour empêcher les combats de chiens.

## Enseignement
| Enseignement primaire - École maternelle publique Butte - École maternelle publique Lamartine - École maternelle publique Vieilles Perrières - École maternelle privée Sainte-Famille - École primaire publique Grette - École primaire publique Vieilles Perrières - École primaire privée Sainte-Famille - École primaire publique Butte (blog de l'école) |  | Enseignement Secondaire - Lycée professionnel privé Sainte-Famille - Lycée Jules Haag |

## Patrimoine et bâtiments administratifs

### Sites militaires
- Chapelle Sainte-Thérése
- Caserne Ruty
- Caserne Joffre
- Caserne Brun
- Fort de Chaudanne

### Lieux de culte
- Église Saint-Joseph
- Chapelle Sainte-Thérése

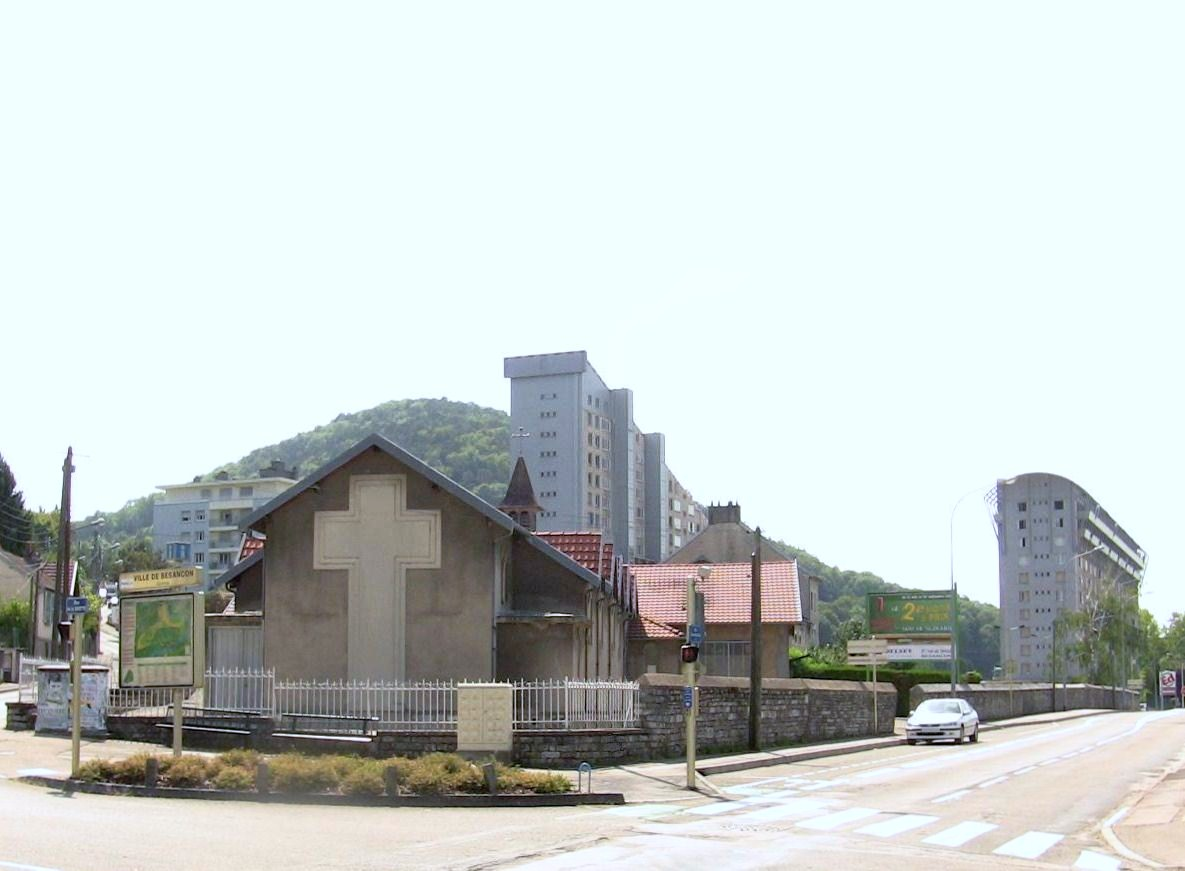
La chapelle Sainte-Thérèse.
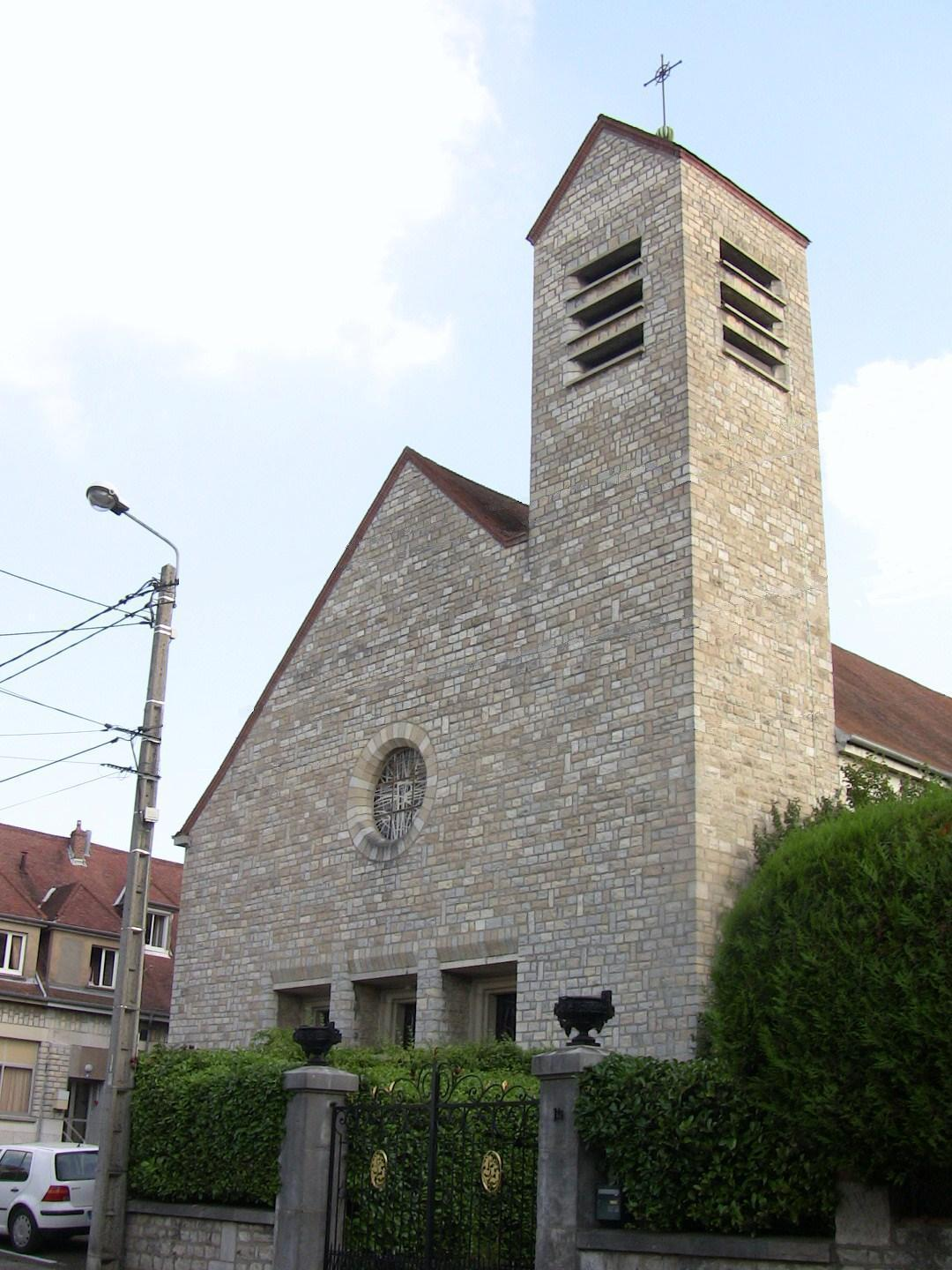
L'église Saint-Joseph.

### Bâtiments administratifs
- Chambre de commerce et d'industrie du Doubs
- Maison de quartier de Grette-Butte, située dans le secteur des 408.
- Le centre 1901.
- Maison d'arrêt de Besançon
- Direction départementale de l'équipement.
- Polyclinique des cigognes.
- Haras national de Besançon.
- Centre de tri postal.
- Ateliers municipaux.

## Transport
Le quartier est desservi par le réseau de transport en commun Ginko, notamment par le tramway de Besançon  T1  T2  ainsi que les lignes de bus  L4  L6  8  9  10  et  Ginko Diabolo  D1  D2 .

## Galerie

### Les 408

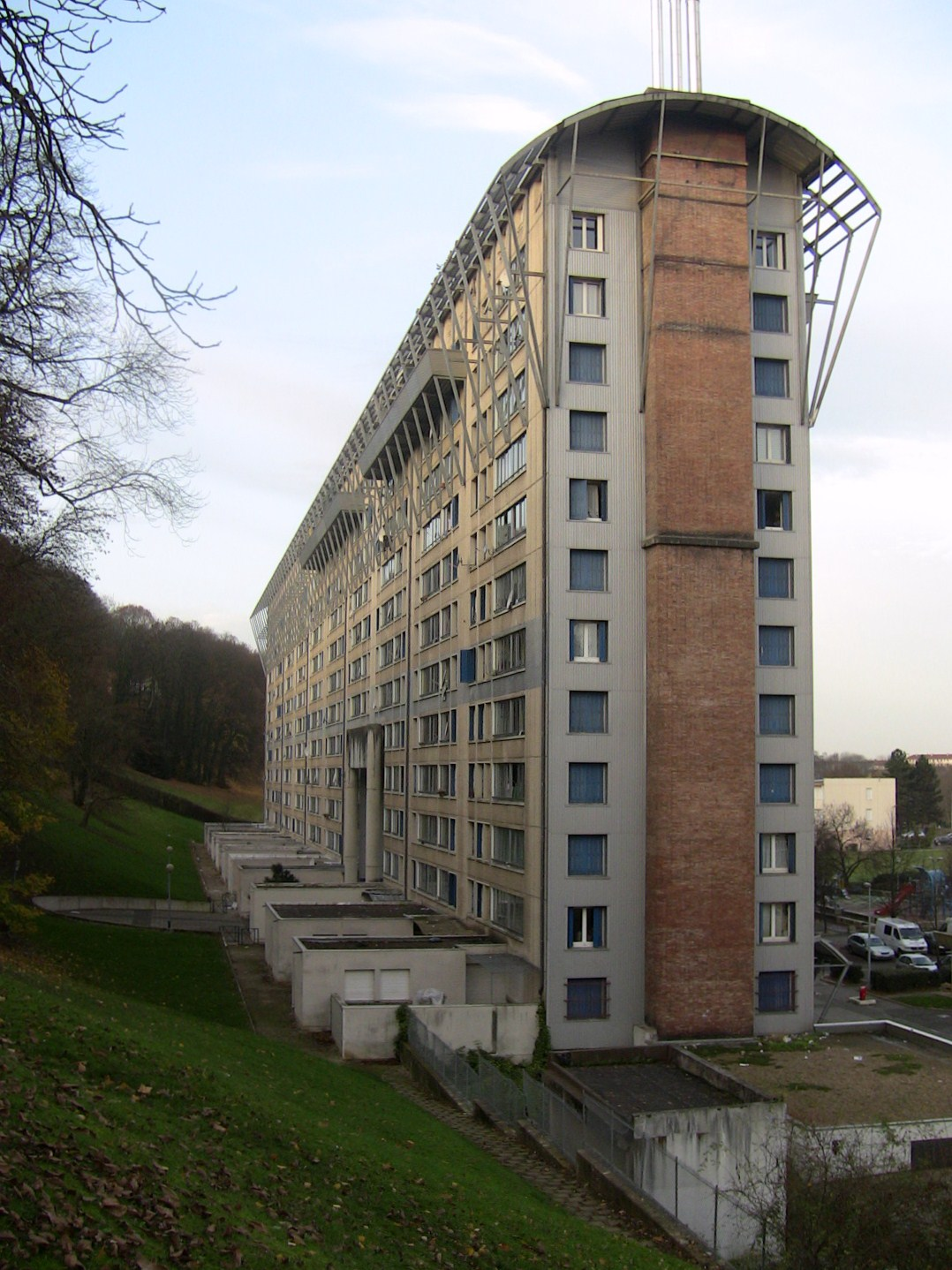
Le bâtiment numéro un (au fond)
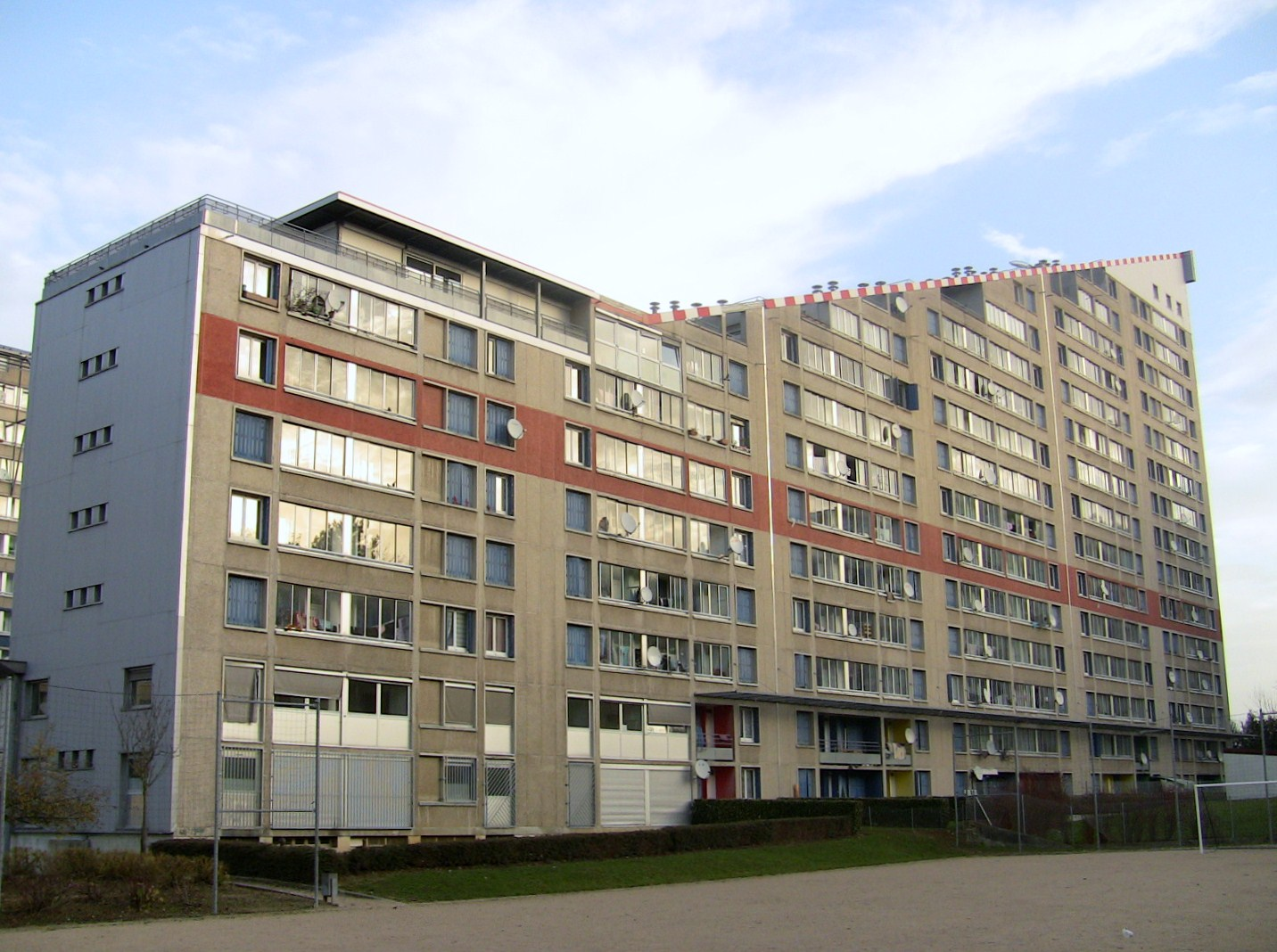
Le bâtiment numéro deux (au milieu)
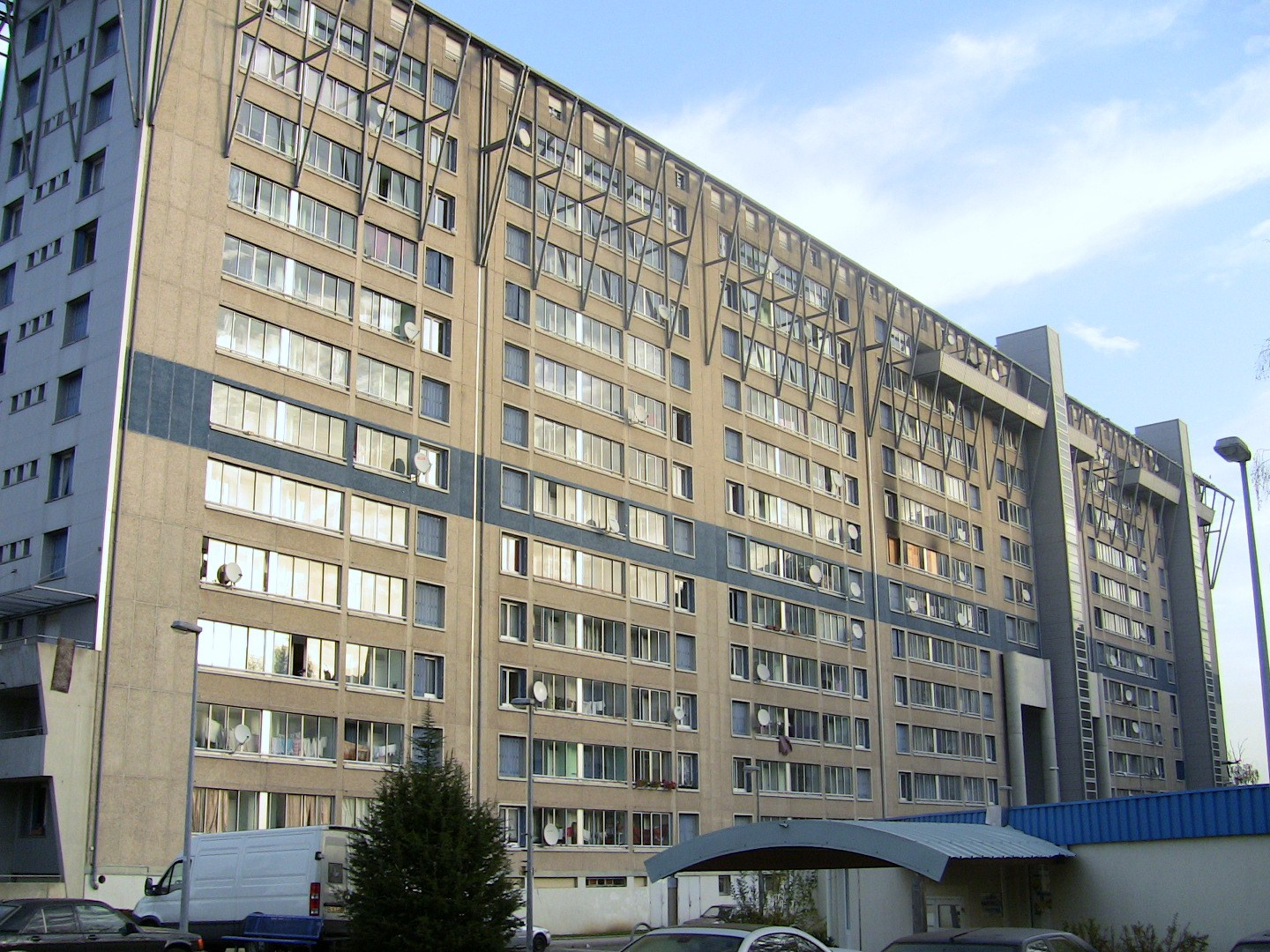
Le bâtiment numéro trois (devant)
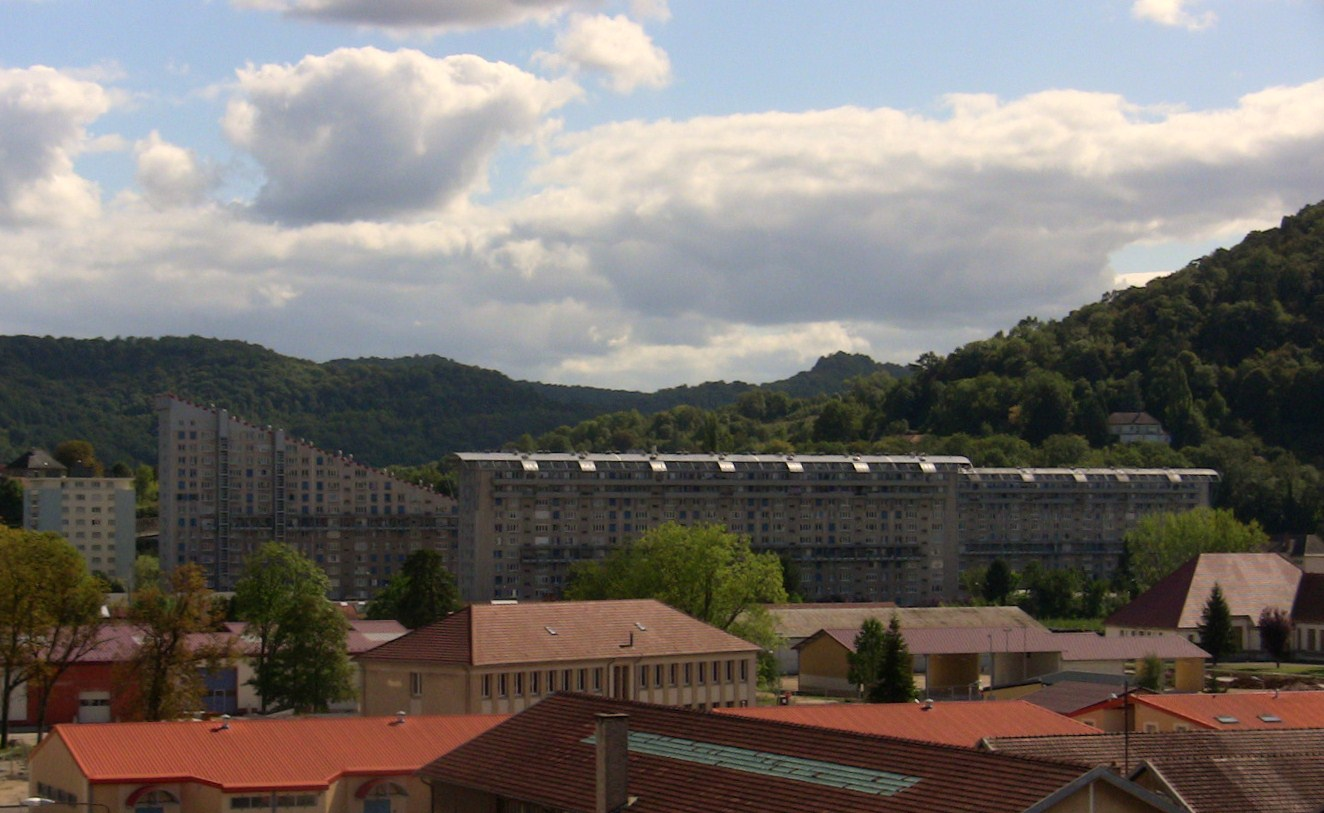
Vue générale des 408 depuis la Butte